# 西南镇 (绵竹市)
西南镇，是中华人民共和国四川省德阳市绵竹市曾经下辖的一个镇。2019年12月，撤销西南镇，原西南镇所属行政区域为剑南街道的行政区域。

## 行政区划
西南镇撤销前下辖以下地区：
第一社区、第二社区、第三社区、场镇社区、安国社区、红明村、图强村、金隆村、醒师村、涌泉村、檀兴村和飞凫村。